# العلاقات الإريترية الإستونية
العلاقات الإريترية الإستونية هي العلاقات الثنائية التي تجمع بين إريتريا وإستونيا.

## مقارنة بين البلدين
هذه مقارنة عامة ومرجعية للدولتين:
| وجه المقارنة                                              | إريتريا                                      | إستونيا                                                                             |
| --------------------------------------------------------- | -------------------------------------------- | ----------------------------------------------------------------------------------- |
| المساحة (كم2)                                             | 117.60 ألف                                   | 45.34 ألف                                                                           |
| عدد السكان (نسمة)                                         | 6.33 مليون                                   | 1.32 مليون                                                                          |
| الكثافة السكانية (ن./كم²)                                 | 53.83                                        | 29.11                                                                               |
| العاصمة                                                   | أسمرة                                        | تالين                                                                               |
| اللغة الرسمية                                             | اللغة التغرينية، اللغة العربية، لغة إنجليزية | اللغة الإستونية                                                                     |
| العملة                                                    | ناكفا                                        | يورو، كرون إستوني، كرون إستوني، المارك الإستوني                                     |
| الناتج المحلي الإجمالي (بليون دولار)                      | 2.61 مليار                                   | 25.92 مليار                                                                         |
| الناتج المحلي الإجمالي (تعادل القوة الشرائية) بليون دولار |                                              | 38.11 مليار                                                                         |
| الناتج المحلي الإجمالي الاسمي للفرد دولار أمريكي          |                                              | 17.79 ألف                                                                           |
| الناتج المحلي الإجمالي للفرد دولار أمريكي                 |                                              | 28.14 ألف                                                                           |
| مؤشر التنمية البشرية                                      | 0.391                                        | 0.871                                                                               |
| رمز المكالمات الدولي                                      | +291                                         | +372                                                                                |
| رمز الإنترنت                                              | .er                                          | .ee                                                                                 |
| المنطقة الزمنية                                           | ت ع م+03:00                                  | ت ع م+02:00، ت ع م+03:00، توقيت شرق أوروبا، أوروبا/تالين ‏، توقيت شرق أوروبا الصيفي ‏ |

## منظمات دولية مشتركة
يشترك البلدان في عضوية مجموعة من المنظمات الدولية، منها:
| علم المنظمة | اسم المنظمة                        | تاريخ انضمام إريتريا | تاريخ انضمام إستونيا |
| ----------- | ---------------------------------- | -------------------- | -------------------- |
|             | مؤسسة التمويل الدولية              | 11 أكتوبر 1995       | 9 أغسطس 1993         |
|             | منظمة حظر الأسلحة الكيميائية       | ?                    | ?                    |
|             | يونسكو                             | 2 سبتمبر 1993        | 14 أكتوبر 1991       |
|             | الاتحاد الدولي للاتصالات           | 6 أغسطس 1993         | 19 مايو 1922         |
|             | الأمم المتحدة                      | 28 مايو 1993         | 17 سبتمبر 1991       |
|             | منظمة الشرطة الجنائية الدولية      | ?                    | ?                    |
|             | البنك الدولي للإنشاء والتعمير      | 6 يوليو 1994         | 23 يونيو 1992        |
|             | الاتحاد البريدي العالمي            | ?                    | ?                    |
|             | مؤسسة التنمية الدولية              | 6 يوليو 1994         | 11 أكتوبر 2008       |
|             | وكالة ضمان الاستثمار متعدد الأطراف | 10 سبتمبر 1996       | 24 سبتمبر 1992       |

## وصلات خارجية
- موقع وزارة الخارجية الإستونية